# Ownia
Ownia – wieś w Polsce położona w województwie lubelskim, w powiecie ryckim, w gminie Ryki.
W latach 1975–1998 miejscowość należała administracyjnie do ówczesnego województwa lubelskiego.
Wieś jest sołectwem w gminie Ryki. Według Narodowego Spisu Powszechnego z roku 2011 wieś liczyła 537 mieszkańców.
Wierni Kościoła rzymskokatolickiego należą do parafii Najświętszego Zbawiciela w Rykach.

## Historia
Rejestr poborowy z 1569 roku umiejscawia wieś królewską Ownia w województwie sandomierskim, starostwie stężyckim, parafii Ryki, wieś posiadała wówczas 16 łanów kmiecych, 18 ogrodników, 2 komorników z bydłem i 5 bez bydła. W rejestrze poborowym z 1664 roku podano poddanych 118. Według regestru podymnego z 1661 roku we wsi było 17 domów włościańskich, z których płacono podymnego 8 florenów i 15 groszy.
W roku 1665 wieś należała do starostwa Ryki. W tymże roku na konsystujące (stacjonujące) tu 5 koni z chorągwi Rokitnickiego, rotmistrza Jego Królewskiej Mości złożyła stacji łanowej z 2½ ćwierci łanu, tak gotówką, jak i w produktach łącznie 463 złotych polskich i 2½ grosza. W 1654 r. miała 9¾ łana, złożyła łanowego 93 złotych polskich i 20 groszy. W 1670 r. w rejestrze podatkowym było zapisane 10 łanów, zagród 15 (wypisy z Akt grodzkich Stężyckich).
W wieku XIX Ownia stanowiła wieś w powiecie garwolińskim, gminie Trojanów, parafii Ryki, była tu szkoła początkowa ogólną. W roku 1886 wieś liczyła 62 domy i 241 mieszkańców, gruntu 1211 mórg. Według spisu mieszkańców Królestwa Polskiego z roku 1827 było tu 51 domów i 325 mieszkańców.